# ماري كوم
ماري كوم هي ملاكمة هاوية وسياسية هندية ولدت في 24 نوفمبر 1982.